# Sue Wilkins Myrick

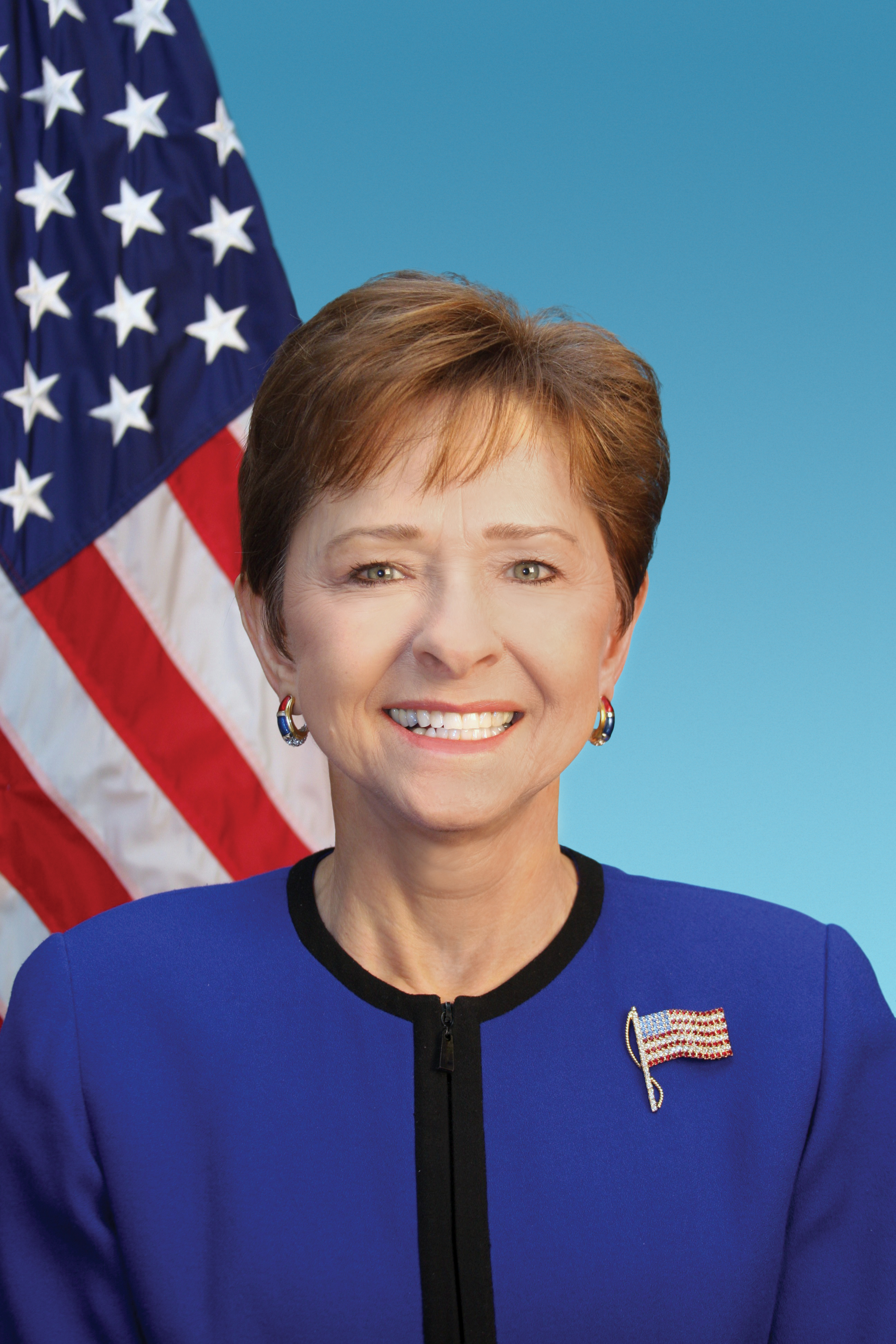
Sue Wilkins Myrick (2011)

Sue Wilkins Myrick (* 1. August 1941 in Tiffin, Ohio) ist eine US-amerikanische Politikerin. Zwischen 1995 und 2013 vertrat sie den Bundesstaat North Carolina im US-Repräsentantenhaus.
Myrick besuchte von 1959 bis 1960 das Heidelberg College in Tiffin. 1983 bis 1985 gehörte sie dem Stadtrat (city council) von Charlotte, North Carolina an und war von 1987 bis 1991 Bürgermeisterin der Stadt. 1992 kandidierte sie erfolglos für einen Sitz im US-Senat. Zwei Jahre später wurde Myrick als Republikanerin in den Kongress gewählt und vertrat dort vom 3. Januar 1995 bis zum 3. Januar 2013 den Staat North Carolina im US-Repräsentantenhaus; 2012 hatte sie auf eine weitere Kandidatur verzichtet. Sie war Mitglied im Ausschuss für Energie und Handel und im Geheimdienstausschuss sowie in zwei Unterausschüssen. Außerdem gehörte sie einigen Caucuses an, darunter war der der Tea-Party-Bewegung nahestehende Tea Party Caucus.